# Suiza en los Juegos Paralímpicos de Pyeongchang 2018
Suiza estuvo representada en los Juegos Paralímpicos de Pyeongchang 2018 por doce deportistas, diez hombres y dos mujeres.

## Medallistas
El equipo paralímpico suizo obtuvo las siguientes medallas:
| Nombre    | Deporte      | Evento                           |
| --------- | ------------ | -------------------------------- |
| Oro       |              |                                  |
| Théo Gmür | Esquí alpino | Descenso de pie masculino        |
| Théo Gmür | Esquí alpino | Eslalon gigante de pie masculino |
| Théo Gmür | Esquí alpino | Supergigante de pie masculino    |
| Plata     |              |                                  |
| —         |              |                                  |
| Bronce    |              |                                  |
| —         |              |                                  |